# Eclipse solar de 21 de junho de 2001

Caminho animado.

O eclipse solar de 21 de junho de 2001 foi um eclipse total e o primeiro de dois eclipses do ano.. Foi visível na América do Sul, no Oceano Atlântico e na África. Teve magnitude de 1,0495 e foi o eclipse número 57 da série Saros 127.